# Chróścina (Lewin Brzeski)
Chróścina (deutsch Weißdorf) ist eine Ortschaft in der Gemeinde Lewin Brzeski im Powiat Brzeski der Woiwodschaft Oppeln.

## Geographie

### Geographische Lage
Das Straßendorf Chróścina liegt im Westen der historischen Region Oberschlesien. Der Ort liegt sieben Kilometer östlich vom Gemeindesitz Lewin Brzeski (Löwen), 22 Kilometer südöstlich von der Kreisstadt Brzeg (Brieg) und 17 Kilometer nordwestlich von der Woiwodschaftshauptstadt Oppeln.
Chróścina liegt in der Nizina Śląska (Schlesische Tiefebene) am Rande der Dolina Nysy Kłodzkiej (Glatzer Neiße-Tal) hin zur Równina Niemodlińska (Falkenberger Ebene). Durch den Ort verläuft die Landesstraße Droga krajowa 94 sowie die Woiwodschaftsstraße Droga wojewódzka 459.

### Nachbarorte
Nachbarorte von sind direkt angrenzend im Westen Skorogoszcz (Schurgast), im Norden Mikolin (Nikoline), im Nordosten Golczowice (Golschwitz) sowie im Südosten Borkowice (Borkwitz).

## Geschichte
Weißdorf bildet die älteste Siedlung im ehemaligen Landkreis Falkenberg. Erstmals erwähnt wurde der Ort im Jahr 1239 als Croschina und Wiganddorf in einer Urkunde von Herzog Mieszko II von Oppeln-Ratibor. 1274 wird der Ort als Croscina erwähnt. 1532 erfolgte eine Erwähnung als Krosstzinka.
Nach dem Ersten Schlesischen Krieg 1742 fiel Weißdorf mit dem größten Teil Schlesiens an Preußen. 1783 zählte Weißdorf 28 Bauernstellen.
Nach der Neuorganisation der Provinz Schlesien gehörte die Landgemeinde Weißdorf ab 1816 zum Landkreis Falkenberg O.S. im Regierungsbezirk Oppeln. 1845 bestanden im Dorf ein Vorwerk, eine Ziegelei und 84  Häuser. Im gleichen Jahr lebten in Weißdorf 594 Menschen, davon 260 katholisch. 1855 lebten im Ort 633 Menschen. 1865 zählte der Ort einen Schulzenhof, 34 Bauer-, 22 Gärtner- und 26 Häuslerstellen. 1874 wurde der Amtsbezirk Schloß Schurgast gegründet, welcher aus den Landgemeinden Schurgast, Dorf, Schurgast, Schloß und Weißdorf und den Gutsbezirken Schurgast und Weißdorf bestand. 1885 zählte Weißdorf 579 Einwohner.
1930 wurde der Amtsbezirk Schloss Schurgast aufgelöst und der Amtsbezirk Weißdorf gegründet. 1933 hatte Weißdorf 563 Einwohner. 1939 zählte der Ort 562 Einwohner. Bis 1945 befand sich der Ort im Landkreis Falkenberg O.S.
Am 27. Januar 1945 rückte die Rote Armee teilweise im Dorf ein. Nach heftigen Kämpfen wurde das Dorf Anfang Februar komplett durch die sowjetische Armee eingenommen. Danach kam der bisher zum Deutschen Reich gehörende Ort zur Volksrepublik Polen und wurde in Chróścina  umbenannt und der Woiwodschaft Breslau zugeordnet. Die verbliebene deutsche Bevölkerung wurde im Juni 1946 größtenteils  vertrieben. 1950 kam der Ort zur Woiwodschaft Oppeln. 1999 kam der Ort zum Powiat Brzeski.